# Gender
Als Gender (englisch [ˈdʒɛndɐ] oder [ˈdʒɛndə]; Lehnwort aus dem Englischen), soziales Geschlecht oder Geschlechtlichkeit werden Geschlechtsaspekte zusammengefasst, die eine Person in Gesellschaft und Kultur in Abgrenzung zu ihrem rein biologischen Geschlecht (englisch sex) beschreiben. In den Sozialwissenschaften untersuchen die Gender Studies (Geschlechterforschung) seit den 1970er-Jahren das Verhältnis der Geschlechter zueinander, ihre unterschiedlichen Geschlechterrollen und die soziokulturelle Geschlechterordnung sowie – in kritischer Absicht – insbesondere auch deren gesellschaftliche Entstehung bzw. Konstituierung.

## Etablierung
Die englische Bezeichnung gender role (Geschlechterrolle) wurde 1955 erstmals vom britischen Sexualwissenschaftler John Money in einem Aufsatz über Hermaphroditismus verwendet. Die Feministin Gayle Rubin etablierte gender in den 1970er-Jahren als Begrifflichkeit, Judith Butler entwickelte sie in der Queer-Theorie weiter. Später wurde die Bezeichnung Gender ins Deutsche übernommen, um auch hier, wie zuvor im anglo-amerikanischen Kulturraum, eine sprachlich erweiterte Unterscheidung zwischen juristischem, sozialem und biologischem Geschlecht einzuführen. Der Anglizismus Gender wird in diesem Kontext im deutschen Sprachraum meist mit „soziales Geschlecht“ übersetzt und dient vor allem zur analytischen Kategorisierung. Entsprechende Ansätze werden in jüngerer Zeit im Forschungsfeld der Gender Studies („Geschlechterstudien, Geschlechterforschung“) zusammengefasst.
Eine der frühesten und bis heute einflussreichen Thematisierungen von Geschlechterrollen stammt von Simone de Beauvoir, die schon 1949 feststellte: „Man kommt nicht als Frau zur Welt, man wird es.“

## Begriffsgeschichte und Definitionen

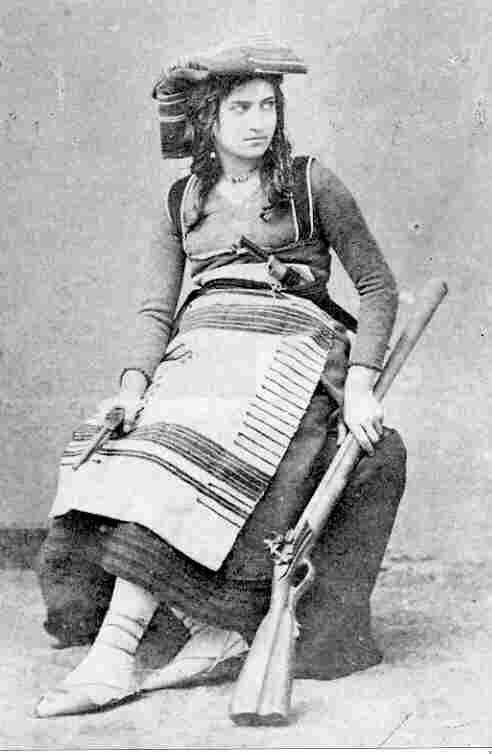
Ausbruch aus der Geschlechterrolle: die Brigantin Michelina De Cesare in Süditalien (19. Jh.)

Das Wort „Gender“ ist ein Anglizismus, wobei das englische Wort gender ursprünglich entlehnt ist aus der lateinischen Sprache, in der genere natus („Geburtsgeschlecht“) der grammatische Ablativ von genus ist, was „Gattung“ bedeutet. Das Wort „Geschlecht“ wurde im Deutschen ursprünglich für die Herkunft beziehungsweise die Zugehörigkeit zu einer bestimmten Gruppe verwendet, etwa im Kontext der Ständeordnung (vergleiche Genealogisches Geschlecht). Die Veränderung der Wortbedeutung hin zu der des lateinischen sexus für das biologische Geschlecht erfolgte erst später (vergleiche Sexus in der Sprache).
Im Englischen wurden die Bezeichnungen gender und sex historisch synonym benutzt. Das Oxford Etymological Dictionary of the English Language von 1882 gibt die Bedeutung alternativ mit kind, breed, sex an (Art, Sorte, Geschlecht) und verweist auf das lateinische genere natus. Danach geriet der Ausdruck vorübergehend in Vergessenheit und wurde bis in die 1950er-Jahre fast ausschließlich für das grammatische Geschlecht (Genus) verwendet, welches im Englischen nur rudimentär ist. Mit Beginn der sexuellen Revolution in den USA seit dem Kinsey Report entstand ein Bedürfnis, die sozialen Geschlechterfragen sprachlich vom Wort sex zu trennen (sex gap vs. gender gap), und der Ausdruck gender kam wieder in Gebrauch.
Heute bezeichnet Gender darüber hinaus in den Sozialwissenschaften die gesellschaftliche Geschlechterrolle (englisch gender role) oder die sozialen Geschlechtsmerkmale. Er bezieht sich also auf alles, was in einer Kultur als typisch für ein bestimmtes Geschlecht angesehen wird (etwa Kleidung und Beruf); Gender verweist nicht unmittelbar auf körperliche Geschlechtsmerkmale (sex).

### Versuch der wissenschaftlichen Begründung
Die Bezeichnung wurde in dieser Bedeutung zunächst für Personen verwendet, die sich als Inter- oder Transgeschlechtliche nicht ohne Weiteres als männlich oder weiblich einordnen ließen. In diesem Kontext führte der US-amerikanische Psychologe John Money (1921–2006) im Jahr 1955 die Bezeichnungen gender role und gender identity ein, um die Diskrepanz zwischen erwartetem und tatsächlichem Verhalten solcher Personen diskutieren zu können. Zuvor wurden die Bezeichnungen sex role beziehungsweise sex identity verwendet, jedoch war gerade bei diesen Personen das körperlich-biologische Geschlecht (englisch sex) nicht eindeutig ausgebildet. John Money verwendete 1955 folgende Definition:

„Der Begriff Geschlechtsrolle (gender role) wird benutzt, um all jene Dinge zu beschreiben, die eine Person sagt oder tut, um sich selbst auszuweisen als jemand, der oder die den Status als Mann oder Junge, als Frau oder Mädchen hat.“

Doing Gender wurde in seiner heutigen, sozialkonstruktivistischen Konnotation von Harold Garfinkel etabliert, der ihn auf den Fall der neunzehnjährigen Agnes anwandte, einer Patientin Robert Stollers an der University of California. Agnes’ Geschichte wurde von Garfinkel Ende der 1950er durch Interviews mit ihr und den verantwortlichen Ärzten nachgezeichnet und bildete einen wichtigen Teil seiner 1967 erschienenen Studies in Ethnomethodology. Während in der soziologischen Verwendung des Genderbegriffs zunächst der Fokus auf Abweichungen von Geschlechtsnormen dominierte, rückten in den 1970er-Jahren auch Mädchen und Frauen, die Geschlechtsnormen entsprachen, in das Blickfeld der Forschung. Das Genderkonzept wurde in diesem Zug vor allem von der feministischen Forschung als Konzept entdeckt und weiterentwickelt. Die Unterscheidung von sex als natürlichem, unabänderlichem Geschlecht einerseits und gender als sozial ausgehandeltem, veränderlichem Konzept andererseits bildete dabei die Basis für Kritik an den Verhältnissen zwischen Männern und Frauen. So wurden etwa die psychologischen und physischen Zuschreibungen, auf denen der Ausschluss von Frauen von bestimmten Berufen basierte, hinterfragt, indem die Unterschiede zwischen einzelnen Ländern in Geschlechts- und Berufsbildern aufgezeigt wurden.
Joan Wallach Scott definiert Gender als konstitutives Element gesellschaftlicher Beziehungen, das auf wahrgenommenen Differenzen zwischen den Geschlechtern basiert und in dem Machtbeziehungen eine wesentliche Bedeutung erhalten. Es umfasst nach Scott vier Elemente:
- Symbolische Repräsentationen (etwa „Eva“ und „Maria“, Mythen der Reinheit und Verschmutzung)
- Normative Konzepte, die die Interpretation der Symbole und die Wahl von Alternativen einschränken (etwa die viktorianische Konzeption von „Häuslichkeit“)
- Bezüge zu gesellschaftlichen Institutionen (Ehe, Familie, Bildung, Arbeitsmarkt, Politik usw.)
- Subjektive Identitätsbildung – in diesem Bereich vollzieht sich die Reproduktion des sozialen Geschlechts.

### David Reimer
Der Psychologe und Sozialwissenschaftler John Money versuchte seine Theorie, der zufolge das Identitätsgeschlecht eines Menschen erst mit etwa drei Jahren entwickelt und vorher beliebig veränderbar ist, 1966 an dem damals 22 Monate alten Bruce Reimer zu belegen, der nach einer missglückten Genitalbeschneidung durch Ärzte seinen Penis verlor. Money empfahl den Eltern, eine chirurgische Geschlechtsangleichung des Kindes vorzunehmen und es, verbunden mit einer Östrogenbehandlung, als Mädchen Brenda aufzuziehen. Trotz dieser Erziehung benahm und fühlte sich Brenda wie ein Junge und wurde aufgrund ihres maskulinen Gangs, ihrer Vorlieben und ihres Verhaltens in der Schule gehänselt. Als Brenda mit 14 Jahren von ihrer Geschichte erfuhr, nahm sie den Namen David an und ließ die Angleichung rückgängig machen. Er heiratete und adoptierte die drei Kinder seiner Frau. David Reimer nahm sich 2004 im Alter von 38 Jahren das Leben. Moneys Experiment gilt als gescheitert, wenn auch dieser es als durchschlagenden Erfolg im Sinne seiner Theorie der geschlechtsneutralen Geburt mit anschließender erzieherischer Prägung in Richtung Mann oder Frau interpretierte. Der Sexualforscher Gunther Schmidt weist auf einen vergleichbaren Fall hin, in dem ein Junge nach Penisverlust als Mädchen erzogen wurde und heute als bisexuelle Frau in einem eher als männlich geltenden Beruf arbeitet.

## Gender und biologisches Geschlecht in den Gender Studies
Ende der 1970er-Jahre entstehen erste Ansätze einer feministischen Anthropologie, weil viele Frauen sich von der Anthropologie („Menschenkunde“) Antworten zum Ursprung ihres geringeren sozialen Status erhoffen. Die Bandbreite der Definitionen von Geschlecht innerhalb der Gender Studies ist extrem groß, wobei der zentrale Streitpunkt ist, inwiefern Geschlecht(lichkeit) durch 'Natur' oder aber durch 'Kultur' bestimmt wird und der naturalistische Pol durch den Ökofeminismus der 1970-80er Jahre, der radikal konstruktivistische Pol durch die Butler-Schule repräsentiert wird. Letztere erfuhr ihre Grundlegung durch die 1990 erschienene und bis heute sehr einflussreiche Schrift Gender Trouble (deutsch: Das Unbehagen der Geschlechter) der feministischen Philosophin Judith Butler, in der sie die Probleme diskutiert, die sich aus der Zuschreibung und der Reproduktion von zweigeteilten Geschlechterverhältnissen ergeben. Nachfolgend entwickelt sich auch eine feministische Ethnologie, die „kulturvergleichend die Bedeutung der Kategorie Geschlecht im alltäglichen Leben, in der Forschung und in Theorien“ untersucht.

## Kritik an der Unterscheidung von biologischem Geschlecht und Gender
Die begriffliche Trennung zwischen dem biologischen Geschlecht (sex) und dem sozialen Geschlecht (gender) erscheint seit den 1980er-Jahren im sozialwissenschaftlich-feministischen Diskurs als zentral. Laut der Geschlechterforscherin Paula-Irene Villa hat sich im Laufe wissenschaftlicher, auch naturwissenschaftlicher Einsichten die strikte Entgegensetzung des biologischen Geschlechts (sex: Natur) und des sozialen Geschlechts (gender: Kultur) ebenso wie ein Primat des biologischen oder des sozialen Geschlechts als nicht haltbar erwiesen. In den Gender Studies (Geschlechterforschung) gelte mittlerweile die Anerkennung der wechselseitigen Verklammerungen und Konstitutionsformen biologischer, erfahrungsbezogener, sozialer, historischer und weiterer Dimensionen von Geschlechtlichkeit als plausibel, wobei in den Genderstudien verschiedene Fassungen der „Sex/Gender“-Unterscheidung und Verklammerung genutzt würden.

### Sex und Gender als nicht trennscharf unterscheidbar
In den 1970er und 1980er Jahren begannen feministische Autorinnen darauf hinzuweisen, dass sich auch biologisches Geschlecht als konstruiert deuten ließe, was die Unterscheidung zwischen Sex und Gender weniger trennscharf als zuerst angenommen erscheinen ließ. Einerseits spielten gesellschaftliche Normen auch für die Kategorisierung in biologische Kategorien eine Rolle, andererseits hätten auch Geschlechterrollen und gesellschaftliche Vorstellungen über Geschlecht (etwa in Bezug darauf, welchen und wie viel Sport Mädchen machen sollten) Auswirkungen auf biologische Prozesse. Judith Butler lehnt die Trennung zwischen Sex und Gender ab, denn diese sei rein artifiziell und gehe zurück auf den Kartesischen Dualismus, nämlich die von Descartes begründete philosophische Auffassung, dass Körper und Geist unabhängig voneinander, nebeneinander existierten. Die Trennung zwischen Sex und Gender impliziere, der Mensch bestehe, so wie auch Descartes die Dichotomie zwischen Körper und Geist aufmacht, zum Ersten aus seinem biologischen Geschlecht, das heißt seinem Sex, seinem biologischen, unhinterfragbaren, natürlich gegebenen Körper, und zum Zweiten aus seinem sozialen Geschlecht, das heißt seinem Gender, seinem vom Körper unabhängig quasi frei wählbaren Geschlecht. Nach Butler erscheint aber nicht nur das soziale Geschlecht als Konstruktion, sondern auch das biologische Geschlecht als hinterfragbare Wahrheit oder als eine kulturelle Interpretation des Körperlichen. Das, was man als Gender leben könne, sei letztlich abhängig davon, welche körperlichen Möglichkeiten man habe. Und diese körperlichen Möglichkeiten wiederum würden bereits kulturell interpretiert. Sally Hines verweist außerdem darauf, dass im alltagssprechlichen Englisch sex und gender häufig synonym verwendet werden.
Eine weitere Komplikation sind inter- und transgeschlechtliche (transgender) Menschen, die ihren Körper und dessen Geschlechtsmerkmale in vielen Fällen bewusst verändern und deren Körper (teilweise von vornherein) nicht in das Modell eines strikt zweigeteilten biologischen Geschlechts passt.

### Nützlichkeit der Sex-Gender-Unterscheidung
Einige feministische Denkerinnen stellen in Frage, inwiefern die Unterscheidung der beiden Kategorien politisch nützlich sei. Sie verweisen dabei unter anderem auf den in der Unterscheidung implizierten „Körper-Geist-Dualismus“, der häufig mit einer Abwertung des Körperlichen verbunden sei. Weil „Körperlichkeit“ mit „Weiblichkeit“ assoziiert sei, werde auch Sex vor allem mit Frauen verbunden. Außerdem lege die Unterscheidung, so Mari Mikkola, auch eine eliminativistische Sichtweise nahe: weil Gender sozial-konstruiert sei, ließe es sich auch durch veränderte soziale Praktiken eliminieren. Weil viele Menschen aber durchaus positive Gefühle aus ihrer Geschlechtszugehörigkeit zögen, müsse ihnen diese Perspektive unattraktiv erscheinen.

## Beispiele von Kulturen mit mehr als zwei Geschlechtern
- Die Ethnie der Kallawaya in der bolivianischen Stadt Amarete kennt zehn Geschlechterkategorien, bei denen neben dem biologischen Geschlecht auch das Geschlecht des Ackerlandes und des ausgeübten Amtes eine Rolle spielen. Deren zehn Gender unterliegen einer strengen sozialen Hierarchie.[23]
- Die Volksgruppe der Bugis auf der indonesischen Insel Sulawesi hat traditionell fünf bezeichnete soziale Geschlechter, wo neben den biologischen (zwei) Geschlechtern drei soziale Gender-Identitäten (calalai, calabai, bisu) bestehen. Bisu, die die Aspekte von Männern und Frauen vereinen, werden, meist in ihrer Funktion als Schamanen, hoch geschätzt.[24]
- Muxes und Marimachas sind bei den Einwohnern der südmexikanischen Stadt Juchitán de Zaragoza als Cross-Gender sozial anerkannt.[25]
- Die Femminiellos in Neapel nehmen als homosexuelle Männer mit explizit weiblichem Geschlechtsausdruck eine Position zwischen männlich und weiblich ein.[26]
- Liste von Geschlechter(rolle)n weltweit